# 웨슬리신학연구소
웨슬리신학연구소는 2009년 10월 19일 창립된 신학연구소이다. 웨슬리를 비롯한 감리교 신학의 관점에 신학과 목회 그리고 교회와 사회를 연결하는 목적을 가진 연구소이다. 초대원장에 협성대학교 김영선 교수가 선출되었다. 연구물로는 『관계 속에 계신 삼위일체 하나님』이 2015년에 출판되었다.

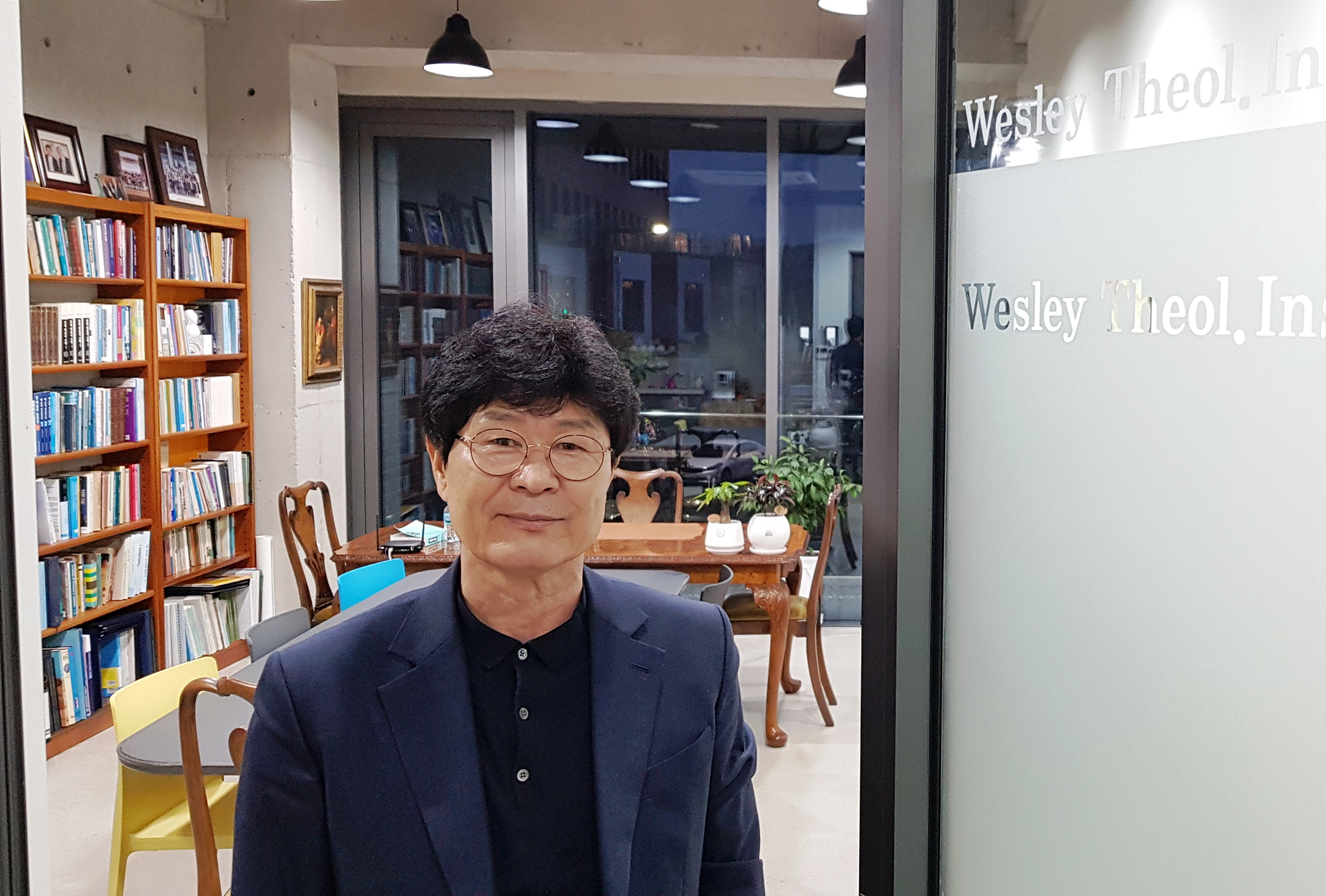
김영선 박사 웨슬리연구소 소장, 2020년 10월 30일

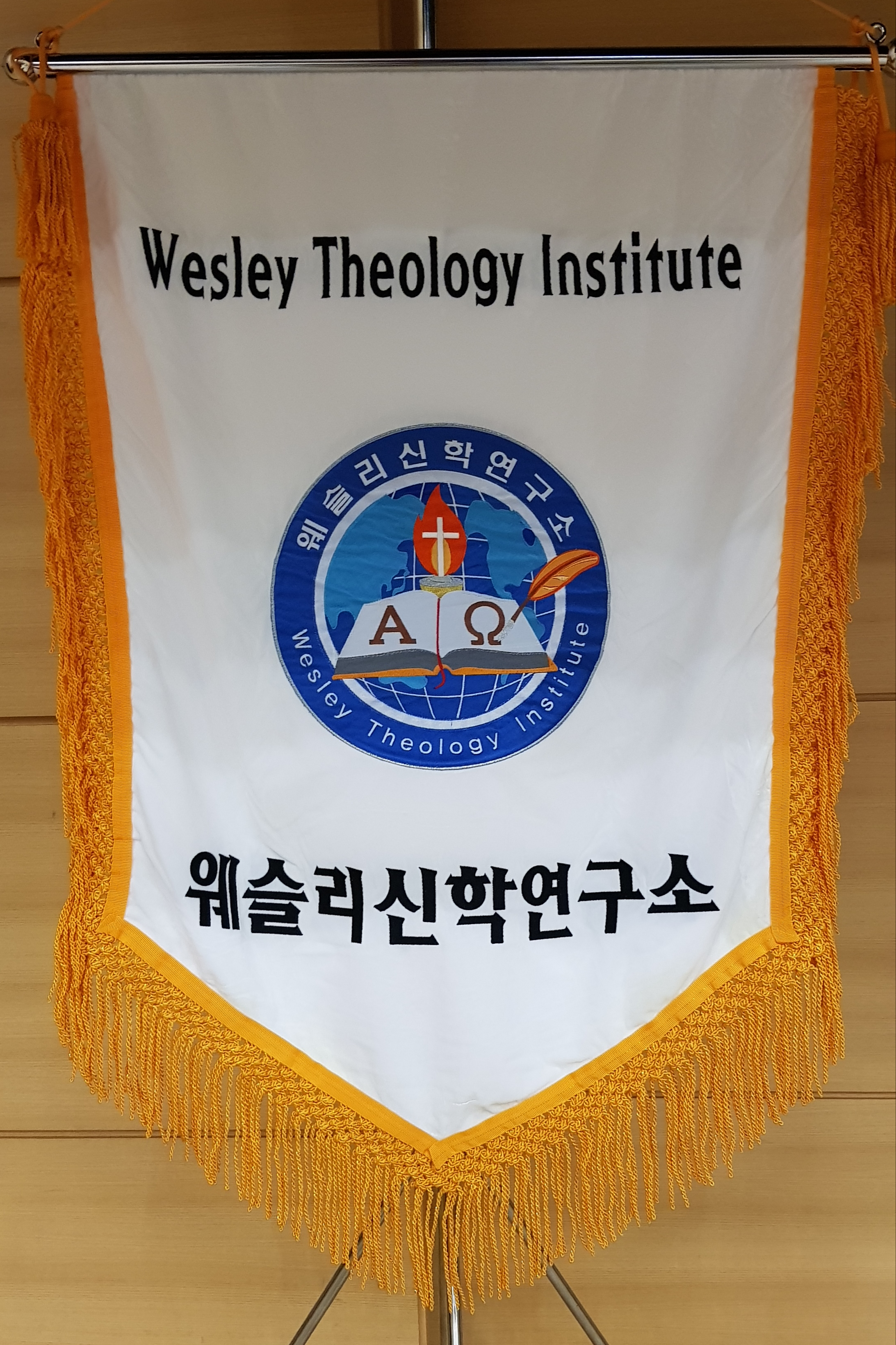
웨슬리신학연구소깃발

## 같이 보기
- 김영선 (신학자)
- 존 웨슬리
- 신학 연구소